# Церква святого апостола Івана Богослова (Іванчани)
Церква святого апостола Івана Богослова в Іванчанах — парафія і храм греко-католицької громади Збаразького деканату Тернопільсько-Зборівської архієпархії Української греко-католицької церкви в селі Іванчани Тернопільського району Тернопільської области.

## Історія церкви
До 1946 року парафія і храм в Іванчанах належали до УГКЦ. Після того, як храм був закритий, а у 1950-х роках зруйнований за вказівкою влади, парафіяни ходили на богослужіння до церкви в с. Мала Березовиця. У 1990 році парафія повернулася в лоно УГКЦ.
На місці зруйнованої церкви протягом 1990–1992 років був збудований новий храм за кошти парафіян та жителів сусідніх сіл. Його освятив владика Михайло Сабрига у 1993 році. Автор іконостасу (встановлений у 2008 році) і розписів (виконані у 2007 році) — Євген Гірняк. Після 1992 року єпископських візитацій на парафії не було.
При парафії діє спільнота «Матері в молитві». Також проводиться катехизація для дітей та школярів перед Першою сповіддю. У власності громади є парафіяльний будинок.

## Парохи
- о. Ходоровський,
- о. Іванчук,
- о. Кодельський,
- о. Оршак,
- о. Грицай,
- о. Мирослав Дудкевич (1992—1993),
- о. Григорій Хома (1993—2005),
- о. Пилип Безпалько (з 2005).